# Sofie Dumont
Sofie Dumont (Roeselare, 7 maart 1974) is een Belgische chef-kok, ze is laureate van de Belgische Lady Chef of The Year verkiezing 2009.
Dumont volgde een koksopleiding aan Elishout in Anderlecht, een cursus oenologie aan de hotelschool Ter Duinen te Koksijde, een opleiding traiteur in Ter Groene Poorte in Brugge en een specialisatiejaar desserten in Coloma te Mechelen.
Ze presenteerde van 2012 de kookprogramma's 'De keuken van Sofie' en 'Sofie in de keuken van', dagelijks op VTM dit tot en met 2016. Ze werd opgevolgd door Sandra Bekkari.

## Biografie
Dumont werkte na haar opleiding tot chef-kok vier jaar voor de gerenommeerde Brusselse chocolatier Wittamer. In 2002 won ze de Prix Mandarine Napoléon voor "beste dessert". In 2007 nam ze samen met een zakenpartner restaurant Les Eleveurs in Halle over, en ze werd in dat jaar de eerste vrouwelijke finaliste van de gastronomische wedstrijd van Prosper Montagné. In 2009 verkoos het culinair maandblad Ambiance haar tot 'Lady Chef of The Year'.
In 2016 kreeg ze een plaats op de Coovi Walk of Fame en werd ze bekroond op de World Gourmand Cookbook Awards met haar boek 'Op De Groei'. In 2018 werd ze ambassadrice van de nationale organisatie Stichting Tegen Kanker.

## Media
Haar bekroningen leverden haar media-aandacht en Dumont kreeg in 2009 en 2010 voor het eerst een kookrubriek, op de radiozender MNM. Op de Vlaamse televisiezender VT4 heeft ze twee seizoenen van het kookprogramma Goe Gebakken gepresenteerd. Hierna stapte ze over naar VTM, waar ze samen met Bernard Proot jury was in het programma De Meesterbakker. Ze is ook de auteur van de gelijknamige kookboeken Goe gebakken en Goe gebakken 2 en co-auteur van het boek Sofie, Lady & Chef. Ze werkte mee in het tweede seizoen van het televisieprogramma Tournée Générale en Vlaanderen Vakantieland had aandacht voor haar geuzerecepten. Voor dit programma leverde ze ook onder meer een reportage af over culinair Londen.
Van 2012 tot en 2017 presenteerde ze dagelijks het VTM-programma De keuken van Sofie, seizoensmatig afgewisseld met Sofie in de keuken van. In de lente van 2019 presenteerde ze op La Une voor de RTBf de Franstalig Belgische versie van Grillmasters. In 2020 deed ze mee aan Snackmasters op VTM. Ze won de eerste ronde, maar door ziekte speelde ze niet mee in de halve finale. Ze werd vervangen door de al eerder afgevallen kandidaat Piet Huysentruyt. Ook was ze dat jaar jurylid in Mijn Keuken Mijn Restaurant. In 2023 was ze te zien in De Verraders: De Ronde Tafel. In het najaar van 2024 neemt ze deel aan De Verraders op VTM.

## Privé
Sofie Dumont trouwde in juni 2013 met Wim Vannechel. Het koppel heeft een dochter, geboren in januari 2013.

## Trivia
Toen Dumont Piet Huysentruyt opvolgde met kookprogramma's op VTM, zei Huysentruyt hierop in oktober 2015: Dat is als Lionel Messi vervangen door FC Poelkapelle.